# Hypergeometrické rozdělení
Hypergeometrické rozdělení je jedním z rozdělení pravděpodobnosti diskrétní náhodné veličiny. Popisuje pravděpodobnost {\displaystyle p(x)}, že při výběru {\displaystyle n} prvků z množiny o velikosti {\displaystyle N}, v níž má {\displaystyle A} prvků požadovanou vlastnost, bude mít právě {\displaystyle x} prvků tuto vlastnost.

## Definice
Náhodná veličina {\displaystyle X} má hypergeometrické rozdělení s parametry {\displaystyle N}, {\displaystyle A} a {\displaystyle n}, jestliže její pravděpodobnostní funkce je dána:
{\displaystyle \operatorname {P} (X=x)={\begin{cases}{{{A \choose x}{{N-A} \choose {n-x}}} \over {N \choose n}}&{\text{pro }}x\in \langle {\text{max}}(0,A-N+n),...,{\text{min}}(A,n)\rangle \\0&{\text{jinak.}}\end{cases}}}
Pro přirozená čísla {\displaystyle N}, {\displaystyle A} a {\displaystyle n} platí {\displaystyle 1\leq n\leq N} a {\displaystyle 1\leq A\leq N}. Parametr {\displaystyle N} označuje celý soubor jednotek, z nichž {\displaystyle A} jednotek má sledovanou vlastnost. Z tohoto souboru vybíráme {\displaystyle n} jednotek bez vracení. Náhodná veličina {\displaystyle X} označující počet vybraných jednotek vykazujících sledovanou vlastnost se řídí hypergeometrickým rozdělením.

## Charakteristiky
Pro výpočet střední hodnoty platí:
{\displaystyle \operatorname {E} (X)={\frac {n\cdot A}{N}}},
pro výpočet rozptylu platí:
{\displaystyle \operatorname {var} (X)=n{\frac {A}{N}}\left(1-{\frac {A}{N}}\right)\left({\frac {N-n}{N-1}}\right)},
pro výpočet koeficientu šikmosti platí:
{\displaystyle \alpha _{3}={\frac {(N-2A)(N-1)^{\frac {1}{2}}(N-2n)}{[nA(N-A)(N-n)]^{\frac {1}{2}}(N-2)}}}
a pro výpočet koeficientu špičatosti platí:
{\displaystyle \alpha _{4}=\left.{\frac {1}{nA(N-A)(N-n)(N-2)(N-3)}}\cdot \right.{\Big [}(N-1)N^{2}{\Big (}N(N+1)-6A(N-A)-6n(N-n){\Big )}+6nA(N-A)(N-n)(5N-6){\Big ]}}.

## Příklad
Spočítejme pravděpodobnost s jakou bude student u zkoušky umět právě jednu ze tří náhodně vybraných otázek, pokud se naučil pouze pět otázek z dvaceti.

Celý soubor obsahuje 20 jednotek, z toho sledovanou vlastnost má 5 jednotek. Ze souboru vybíráme 3 jednotky bez vracení. Hledáme pravděpodobnost, s jakou je náhodná veličina {\displaystyle X} rovna 1. Tedy:
{\displaystyle \operatorname {P} (X=1)={{{5 \choose 1}{{20-5} \choose {3-1}}} \over {20 \choose 3}}={{5\cdot 105} \over 1140}=0,\!46}